# Општина Тудора (Ботошани)
Тудора (рум. Tudora) општина је у Румунији у округу Ботошани.
Oпштина се налази на надморској висини од 253 m.